# 에슬링겐 (취리히)

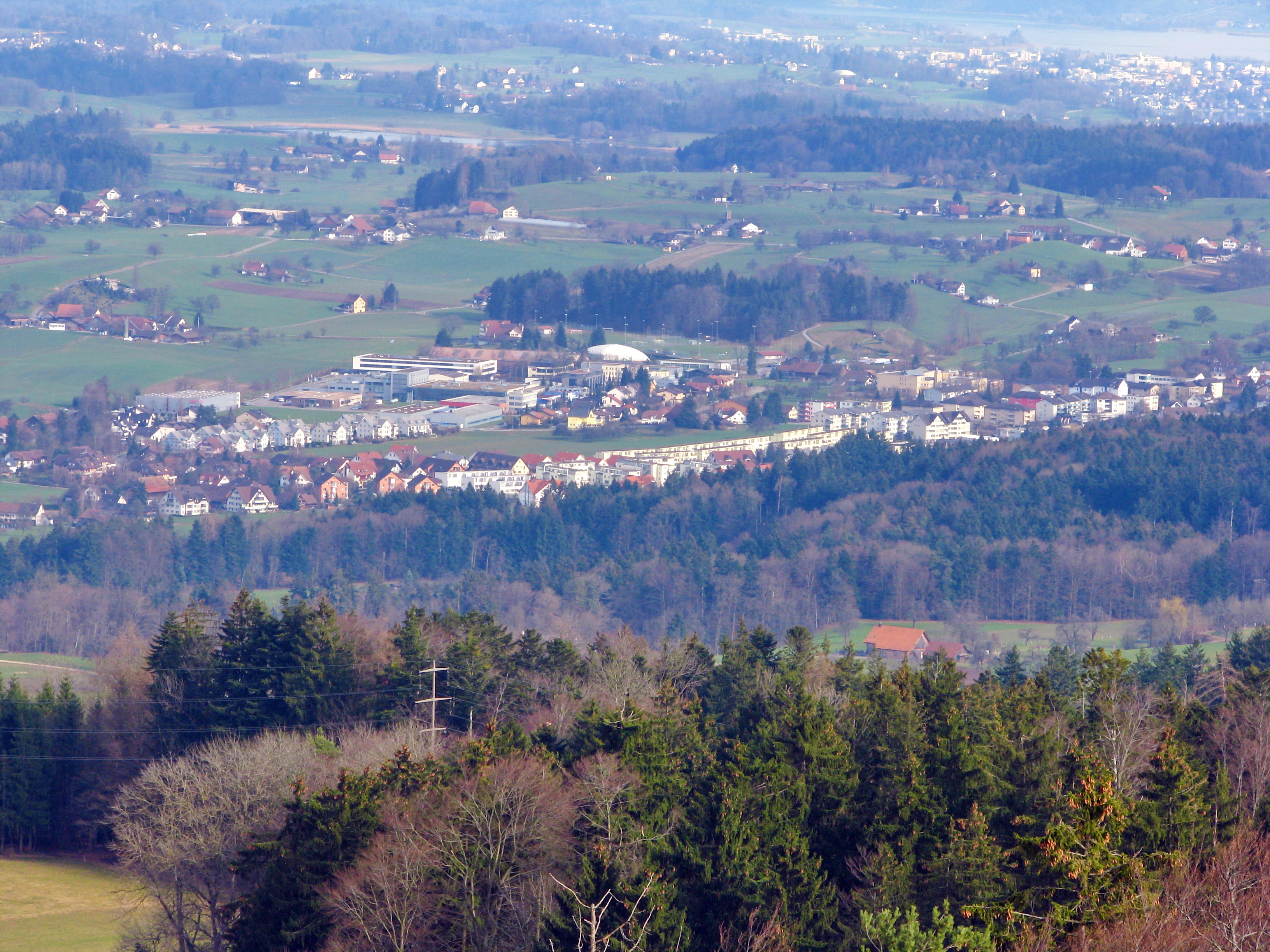
파넨슈틸 (March 2010년 3월)에서 본 에슬링겐

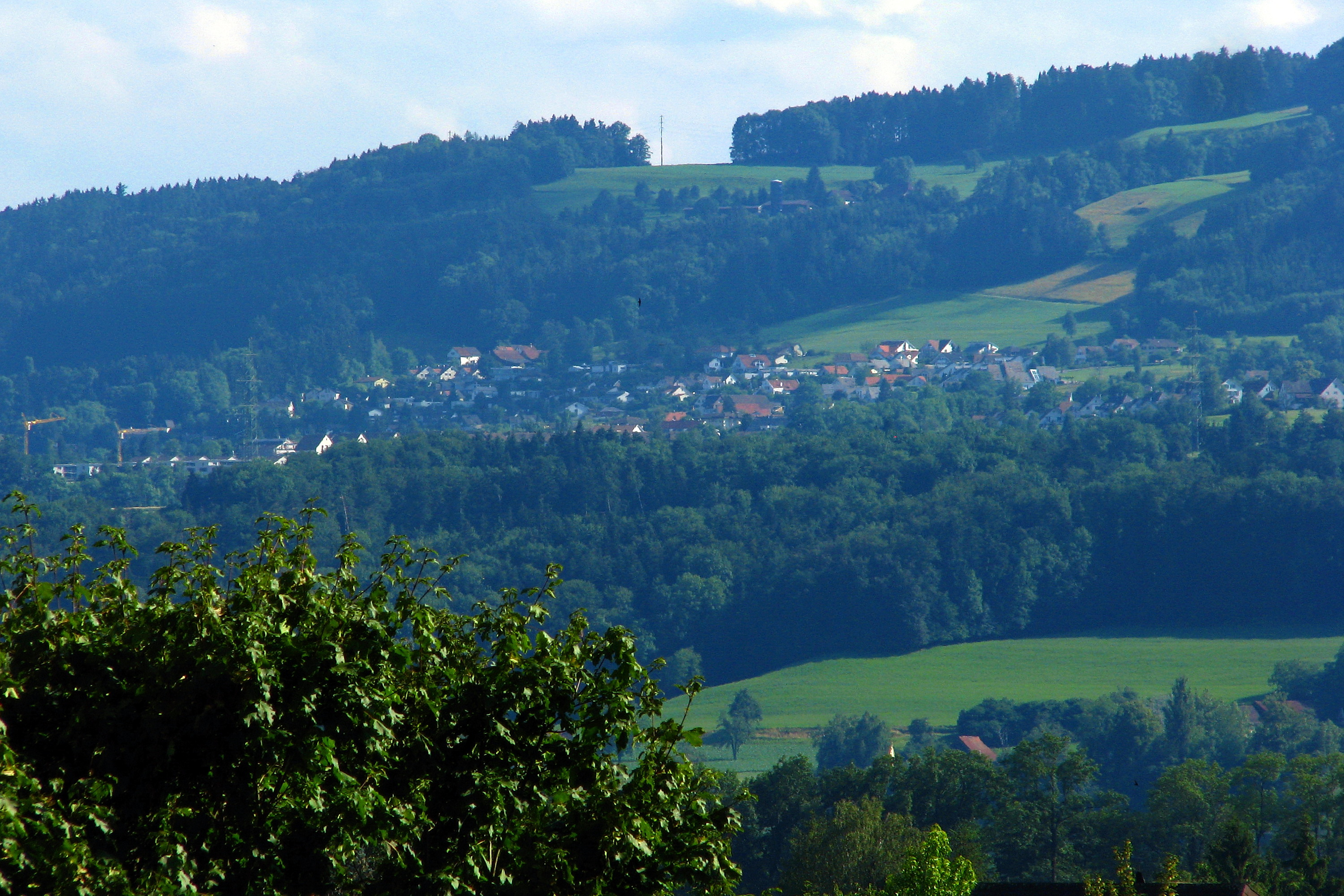
우스터에서 본 에슬링겐, 배경으로 판넬슈틸이 있다(2009년 6월)

에슬링겐(독일어: Esslingen)은 스위스 취리히주에 있는 에크시의 마을이다. 취리히에서 남동쪽으로 약 15km 떨어진 파넨슈틸 지역에 위치해 있다. 현지 방언으로는 에슬린게(Esslinge)라고 불린다.
2012년 기준, 인구는 1,752명이다.

## 교통
에슬링겐역은 취리히 S-반의 서비스 S18로도 알려진 취리히시에서 트램 열차인 포어히반(Forchbahn)의 종점이다. 이 마을은 또한 우스터와 외트빌 암 제(Oetwil am See)를 연결하는 교통회사 취리히제와 오버란트의 842번 노선에서 버스를 이용한다.
에슬링겐은 아우토슈트라세 A52에서 추미콘과 힌빌까지 연결된다.